# ستيفانو سينسي
ستيفانو سينسي (بالإيطالية: Stefano Sensi)‏ (5 أغسطس 1995 بأوربينو في إيطاليا - ) هو لاعب كرة قدم إيطالي في مركز الوسط. شارك مع منتخب إيطاليا تحت 17 سنة لكرة القدم ومنتخب إيطاليا تحت 20 سنة لكرة القدم. أما مع النوادي، فقد لعب مع نادي تشيزينا ونادي ساسولو وASD Victor San Marino ‏.

## وصلات خارجية
- ستيفانو سينسي على موقع الاتحاد الدولي (مؤرشف)  (الإنجليزية)
- ستيفانو سينسي على موقع الاتحاد الأوربي (الإنجليزية)
- ستيفانو سينسي على موقع إي إس بي إن إف سي (الإنجليزية)
- ستيفانو سينسي على موقع قاعدة بيانات كرة القدم.إي يو (الإنجليزية)
- ستيفانو سينسي على موقع بيانات كرة القدم. دي إي (الألمانية)
- ستيفانو سينسي على موقع ليكيب (الفرنسية)
- ستيفانو سينسي على موقع ناشيونال فوتبول تيمز (الإنجليزية)
- ستيفانو سينسي على موقع Soccerbase.com (لاعب) (الإنجليزية)
- ستيفانو سينسي على موقع Soccerway.com (الإنجليزية)
- ستيفانو سينسي على موقع عالم كرة القدم.نت (الإنجليزية)

1. ↑  The game against Switzerland[4] was not recorded in FIGC's database.[3]